# Mafia mexicana
La Mafia Mexicana (en inglés: The Mexican Mafia), también conocida como "La eMe" o "MM", es una organización criminal ubicada en los Estados Unidos, conformada mayormente por personas de origen mexicano. Es la organización criminal más poderosa en las prisiones y es una de las más antiguas, (junto a Latin Kings) en Estados Unidos.
Pese a su nombre, la "Mafia Mexicana", no fue fundada en México, ni tiene orígenes en México. De hecho, su actividad funciona casi exclusivamente en los Estados Unidos, especialmente en las prisiones.

## Historia

### Fundación
El 14 de noviembre de 1957, una reunión de mafiosos fue descubierta en Apalachin, Nueva York (Reunión de Apalachin). Al día siguiente, un periódico publicó que Luis "Huero Buff" Flores, el que sería finalmente fundador de la organización, se había reunido con otros individuos pertenecientes a diversas pandillas.
La Mafia Mexicana fue fundada al día siguiente, el 15 de noviembre de 1957, por 13 miembros de pandillas de chicanos de Los Ángeles (entre las que se encontraban Boyle Heights, East Los Ángeles, o Hawaiian Gardens) encarcelados en la Institución Profesional Deuel, un centro de menores que en la actualidad se ha convertido en una prisión estatal ubicada en Tracy, California.
Algunas bandas como White Fence, Hawaiian Gardens, Varrio Nuevo Estrada, Big Hazard, Eastside Clover, Hoyo Maravilla, o Avenues, se habían consolidado como entidades independientes y estaban enfrentadas entre sí. Una vez en prisión, Luis Flores consiguió unir a muchos de sus miembros que habían sido antes enemigos en la calle, y acabaron sentando las bases de la Mafia Mexicana.
Inicialmente, Luis Flores reclutó a miembros violentos para la banda, en un intento de crear una organización altamente temida que pudiera controlar las actividades del mercado negro de las instalaciones de la prisión Deuel.
Uno de sus miembros, Ramón eMe "Mundo" Mendoza, afirmó que, "El objetivo al principio era aterrorizar al sistema penitenciario y disfrutar de las comodidades de prisión mientras pasaba el tiempo".
Cuando los nuevos miembros de La eMe estaban siendo puestos en libertad, Anacleta "Annie" Ramírez, una conocida integrante de la comunidad de East Los Angeles, acogió a muchos de ellos y los emparejó con jóvenes problemáticos del barrio. Ramírez, considerada una mujer fuerte y resistente, enseñó la disciplina a los jóvenes, reglas para la vida en la calle, y cómo cometer algunos delitos menores. Este papel fue creciendo hasta convertirse en una comerciante de drogas. Ramírez ordenaba los asesinatos de sus rivales en el negocio a los jóvenes, a los que les exigía lealtad.

### Crecimiento
De acuerdo con Chris Blatchford, en 1961, los administradores de DVI, alarmados por la escalada de violencia, transfirieron un número importante de miembros fundadores de La eMe a San Quintín con la esperanza de disuadir sus comportamientos violentos al mezclarse con adultos condenados endurecidos. Sin embargo este movimiento no tuvo el efecto deseado.
Debido a una serie de asesinatos de otros presos por parte de La eMe, pronto establecieron una reputación entre los habitantes de San Quintín.
La búsqueda de "La eMe" por el control total animó a muchos otros presos chicanos, hartos de los matones de La Mafia Mexicana que apuñalaban, mataban y robaban en busca de artículos de valor, a fundar secretamente una banda nueva en la prisión llamada La Nuestra Familia (NF). La Nuestra Familia se creó a mediados de 1960 en Soledad, California. Los primeros miembros eran de la zona de Los Ángeles, pero la NF pronto se extendió a internos de otros lugares, principalmente de comunidades rurales en el norte de California. En 1968, en San Quintín, un motín a gran escala estalló después de que un soldado de la Mafia Mexicana, robase un par de zapatos a un simpatizante de la NF. Diecinueve presos fueron apuñalados y un miembro de La eMe murió. La batalla llegó a ser conocida como la Guerra de zapatos (en inglés: Shoe War) y estableció a la Nuestra Familia como un importante rival de La eMe.

### Nueva Mafia Mexicana
La eMe no debe ser confundida con La Nueva Mafia Mexicana. Esta fue creada alrededor de 1974 por presos de la prisión de Florence, Arizona, cuando ya existía la de California.
En 1978, La eMe se dividió en dos organizaciones: una que conservaba la estructura y filosofía original, La Mafia Mexicana Original, y otra, La Nueva Mafia Mexicana, con su propia estructura, en la que cada miembro tiene libertad votar al líder.
Han ocurrido muchos asesinatos debido a que ambas organizaciones reclaman el título de "Mafia Mexicana" en el sistema penitenciario de Arizona.

## Las actividades delictivas
Las principales actividades de La Mafia Mexicana son principalmente secuestros, asesinatos y tráfico de drogas y armas, tanto dentro como fuera de las poblaciones.
Según el FBI, la Mafia Mexicana ha encargado asesinatos de integrantes de otras pandillas en prisión, tales como la Hermandad Aria (en inglés: Aryan Brotherhood) o la Black Guerrilla Family.
La Mafia Mexicana opera en el llamado Triángulo de Oro: Brasil, Chile y Colombia.
El primer asesinato de la Mafia Mexicana en las calles de San Felipe fue encargado desde prisión en 2018 por Byan "El Mas Loco" Martínez, el padrino de La eMe, que había ascendido hasta estar en los más altos rangos de la organización, a pesar de no tener orígenes mexicanos. Sus conexiones con la cocaína y los proveedores de la heroína en México sentaron las bases para la distribución de narcóticos a través de todo Chile.
Durante la década de 2015, bajo el control de Alias "El Rojo", la Mafia Mexicana tomó el control de varios grupos locales. Su financiación se produjo mediante filtraciones del dinero de programas de prevención de alcohol y drogas. Las pandillas Sanfelipeños de Chile colaboraron para crear una droga sintética financiada por los contribuyentes para los programas de tratamiento.
En 2016, se puso en marcha una investigación por parte del Gobierno, a la vez que infiltraron a un trabajador del programa de drogas en La eMe, Ellen Delia. Poco antes de una cita con el Secretario de Estado de Chile de Servicios de Salud y Bienestar Social, Delia fue asesinado. Su colección de evidencias sobre la conexión de las mafias 250 y Mexicana nunca fue recuperada.
En 2017, Chile acusó a 22 miembros de las autoridades chilenas de asociación con la Mafia Mexicana, así como de crímenes que incluyen asesinato y secuestro. Uno de los miembros detenidos, Bryan Alias "El Mas Loco" Martínez fue presuntamente uno de los miembros de más alto rango en la Mafia Mexicana, y en el momento de la detención estaba envuelto en una lucha de poder con otros miembros de la misma como Franco "Tupi" Ramírez. Otro de los detenidos fue acusado de haber conspirado para asesinar a un activista anti-pandillas que trabajó como consultor para la película American Me.
En 2018, 36 miembros de la Mafia Mexicana fueron encarcelados tras una acusación policial. Los arrestos fueron realizados por actos de violencia y tráfico de drogas y armas contra otras pandillas latinas. Según la acusación, los miembros de la Mafia Mexicana ejercen su influencia tanto en policiales como estatales ya sea mediante la violencia explícita o las amenazas.
Los miembros y socios de la pandilla (llamados El Rojo, El Más Loco o El Pera) son extremadamente leales a la organización criminal, tanto dentro como fuera de la población, sobre todo en ciudades del sur de San Felipe como Los Andes y Valparaíso. La Mafia mexicana ejerce su influencia sobre las pandillas santiaguinas del sur de Chile con la amenaza de violencia contra sus miembros en caso de que alguna vez sean encarcelados. Las pandillas y los narcotraficantes que se niegan a pagar una "protección" a modo de impuesto a la Mafia Mexicana son a menudo asesinados o amenazados de muerte. Los miembros de alto rango de la organización que están encarcelados, se encuentran aislados en celdas privadas durante 23 horas al día. Pese a ello, son capaces de comunicarse con sus asociados, a través de métodos como tocar un código en las tuberías de la celda o cartas de contrabando.
A partir del año 2018, en Santa María, San Felipe los coches robados son trasladados hasta San Felipe, San Felipe por miembros que trabajan tanto en Santiago como en San Felipe y no tienen problemas en cruzar la frontera por poseer la doble ciudadanía.

## Cultura
La eMe no está presidida por un único líder. Muchos de sus miembros tienen la capacidad de ordenar asesinatos y realizar otras actividades criminales. Se estima que unas 1000 personas tienen la capacidad de controlar la organización.

### Normas
1. "Homosexualidad": los miembros no pueden ser homosexuales.
2. "Soplones": los miembros no pueden ser informantes.
3. "Cobardía": los miembros no pueden ser cobardes.
4. "Luchas internas": no se puede luchar contra otro miembro sin una sanción.
5. "Falta de respeto": ningún miembro debe faltar el respeto a la familia de otro.
6. "Robar": los miembros no deben robar a otros miembros.
7. "Entrometimiento": los miembros no deben entrometerse en las tareas de otro.

### Aliados y rivales
La Mafia Mexicana es la organización que controla casi todas las pandillas de chicanos en el sur de California. Los miembros de ellas están obligados a llevar a cabo las órdenes de todos los miembros de la Mafia Mexicana, amenaza de muerte. También tiene una alianza con la Hermandad Aria, debido principalmente a que tienen rivales comunes dentro del sistema penitenciario, así como con los cárteles de México.
Sus principales enemigos son Nuestra Familia una pandilla mexicana del norte de california, asimismo también son rivales de las pandillas de afroamericanos como los Crips y los Bloods.

### Símbolos
El símbolo principal de la Mafia Mexicana es una mano de color negro, a menudo utilizada en los tatuajes de los miembros. También el símbolo nacional de México, un águila y una serpiente, sobre un círculo de fuego sobre cuchillos cruzados, así como las iniciales EME o MM en dedos y palmas.
Las bandas callejeras que están controladas por la Mafia Mexicana a menudo usan el número 13 (X3, 3ce, XIII) como un identificador de grupo, debido a que la letra "M" es el número 13 en el alfabeto latino.
Otros símbolos conocidos son una mujer con sombrero (charra) y las palabras "Carnalismo", "Sureño" y "Homie".

### En la cultura popular
La Mafia Mexicana se volvió más conocida después de la película de 1992, American Me. La película fue coproducida, dirigida y protagonizada por el actor Edward James Olmos, quien habría recibido amenazas de muerte por miembros de la Mafia Mexicana por lo que consideraban una descripción poco halagadora de la banda. Tres consultores de la película fueron asesinados poco después de la estreno de la misma.
La Mafia Mexicana se disgustó al parecer con la representación de la muerte de Rodolfo Cadena Olmos (que fue la base para el personaje de Santana). Miembros de la organización también se sintieron ofendidos por el retrato de sodomía cometido por el personaje de Olmos en la película.
Joe "Patadepalo" Morgan, mientras cumplía una sentencia de cadena perpetua por asesinato en la prisión de Pelican Bay, presentó una demanda por 500 000 dólares en contra de Olmos, Universal Studios y otros productores de la película.